# Серболужицкое проповедническое общество
Сербское проповедническое общество (в.-луж. Serbske předarske towarstwo) — лужицкое культурно-просветительское общество, действовавшее в Лужице в начале XVIII — конце XIX веках. Возникло в Лейпцигском университете в 1716 году. В первоначальный период своей истории представляло собой религиозную организацию. В последующий период стало культурно-просветительским обществом, которое сыграло определяющую роль в развитии серболужицкого Просвещения. Внесло значительный вклад в развитие начального этапа современной серболужицкой литературы. Деятельность этого общества стало подготовительным этапом лужицкого национального возрождения, которое началось в 40-е годы XIX века.

## История

Виньетка Серболужицкого проповеднического общества

Организация возникла во время реформаторского движения в Лужице среди лужицких студентов богословского факультета Лейпцигского университета, которые требовали введения лужицкого языка при преподавании и проповедях во время богослужений. Первое подобное собрание состоялось 10 декабря 1716 года и от этого числа организация ведёт свою историю. Богословский факультет предоставил братству помещение в лейпцигской церкви святого Павла, где студенты читали Библию и проповеди на лужицком языке, поэтому эти группы стали носить неформальное наименование «Сербское проповедническое общество» (Wendisches Predigerkolloquium). В 1728 году Сербское проповедническое общество издало Библию на верхнелужицком языке, которая сегодня входит в список «Лужицких языковых памятников» (Biblija 1728).
В общество преимущественно входили студенты-лужичане лютеранского вероисповедания. Первоначальной целью студенческого братства было национально-патриотическое воспитание будущих лютеранских священников и распространение лужицкого языка в сербской студенческой общине университета. Общество организовали шесть студентов, среди которых был будущий лютеранский священник и лужицкий поэт Гадам Захариас Шерах (1693—1758). Другим известным членом Сербского проповеднического общества был лужицкий поэт и пчеловод Гадам Богухвал Шерах, закончивший Лейпцигский университет в 1746 году.
С середины XVIII века в члены Сербского проповеднического общества, кроме обучавшихся на теологическом факультете, стали приниматься сербские студенты с других факультетов Лейпцигского университета, что привело к значительному увеличению его членов и расцвету общества. С этого же времени в общество стали входить и немцы, занимавшиеся славистикой. В 1755 году Гадам Богухвал Шерах издал статью на немецком языке «Послание в защиту древних славян и лужичан», в которой утверждал равные права лужичан наряду с немцами. Эта статья стала программным сочинением, изменившим деятельность Сербского проповеднического общества из религиозного в культурно-просветительское.
Членом общества был Юрий Мень (1727—1785), который считается основоположником светского направления в верхнелужицкой литературе. В 1767 году он написал поэму «Лужицкого языка возможности и восхваление в поэтической песне» (была издана в 1806 году). В 1772 году издал свои проповеди на верхнелужицком языке, которые представляли собой художественную прозу.
В 1750 году в Сербском проповедническом обществе был основан кружок любителей поэзии, которые начали свою деятельность с перевода на верхнелужицкий язык «Домашних проповедей» Мартина Лютера и позднее переводили с немецкого языка стихотворения Христиана Фюрхтеготта Геллерта. По аналогии с этим кружком стали возникать поэтические группы в различных лужицких селениях.
В 60-е годы XVIII века в общество стали принимать немецких учёных-лингвистов. В 1766 году член общества Георг Кёрнер в 1768 году издал «Филологическо-критический трактат о серболужицком языке и его пользе для наук». Он же составил «Лужицкий или Славяно-немецкий подробный словарь».
В 1766 году Общество предприняло попытку регулярно издавать первую в истории газету на верхнелужицком языке «Lipske nowizny a wšitkizny». Вышло только два номера этой газеты в конце 1766 и январе 1767 года. В августе 1790 года общество издало первый в истории журнал на верхнелужицком языке «Mesačne pismo k rozwučenju a wokřewjenju» (Ежемесячник для поучения и утешения).
В 1766 году председатель общества издал на немецком языке «Краткое историческое сообщение об истоках и развитии до сих пор существующего Вендского общества в Лейпциге», который стал отчётом деятельности общества.
В начале XIX века Сербское проповедническое общество утратило своё значение в развитии лужицкой светской литературы и пришло в упадок. В 1809 году по инициативе немецких членов общество было переименовано в «Лужицкое проповедническое общество». В 1814 году студенты Лейпцигского университета Гандрий Любенский и Бедрих Адольф Клин организовали в Лужицком проповедническом обществе серболужицкое отделение под наименованием «Сорабия». В 1825 году членами «Сорабии» стали лужицкие писатели и общественные деятели Гандрий Зейлер и Гендрих Август Кригар, которые стали первыми представителями романтической поэзии в лужицкой литературе. Они также с 1826 года издавали рукописный литературный журнал «Serbska nowina». В 1827 году на страницах этого журнала было опубликовано стихотворение Гандрия Зейлера «Народная ода», которая в XX веке стала гимном лужицких сербов. До 1828 года до своего отъезда из Лейпцига они выпустили 60 номеров этого журнала. Под руководством Гандрия Зейлера и Гендриха Кригара «Сорабия» стала центром романтического движения в Лужице. После прекращения обучения в университете Гандрия Зейлера и Гендриха Кригара и их отъезда из Лейпцига серболужицкий отдел Лужицого проповеднического общества распался, однако наименование «Сорабия» закрепилось за лужицким студенческим братством Лейпцигского университета, которое действует до нашего времени.
Деятельность Лужицкого проповеднического общества постепенно стало приходит в упадок после создания в 1847 году организации «Матица сербская», которая стала заниматься более активной просветительской деятельностью среди лужицких сербов. Свою деятельность Лужицкое проповедническое общество прекратило в конце 70-х годов XIX века.

## Председатели
- Ян Кжесчан Август Коцор (1763—1773);
- Гандрий Рушка (1778 —);

## Известные члены
- Богачесть Бедрих Поних (1761—1826), библиофил, собравший библиотеку серболужицких рукописей и печатных книг XVI—XVIII веков, названную его именем.